# IC 3638
IC 3638 је спирална галаксија у сазвјежђу Дјевица која се налази на листи објеката дубоког неба у Индекс каталогу.
Деклинација објекта је + 10° 31' 7" а ректасцензија 12h 40m 16,6s. Привидна величина (магнитуда) објекта IC 3638 износи 14,3 а фотографска магнитуда 15,1. IC 3638 је још познат и под ознакама MCG 2-32-172, CGCG 70-210, VCC 1830, PGC 42435.